# Fuentes de Ropel
Fuentes de Ropel ist ein nordwestspanischer Ort und eine Gemeinde (municipio) mit nur noch 361 Einwohnern (Stand: 2024) im Süden der Provinz Zamora in der Autonomen Gemeinschaft Kastilien-León. 

## Lage und Klima
Fuentes de Ropel liegt am westlichen Rand der Kastilischen Hochebene (Meseta Iberica) in einer Höhe von ca. 725 m. Der Esla begrenzt die Gemeinde im Westen. Die Provinzhauptstadt Zamora ist gut 60 Kilometer (Fahrtstrecke) in südsüdwestlicher Richtung entfernt. 
Das gemäßigte Kontinentalklima wird nur selten vom Atlantik beeinflusst.

## Bevölkerungsentwicklung
| Jahr      | 1970 | 1981 | 1991 | 2001 | 2011 | 2021 |
| Einwohner | 1091 | 800  | 732  | 574  | 480  | 372  |

## Sehenswürdigkeiten

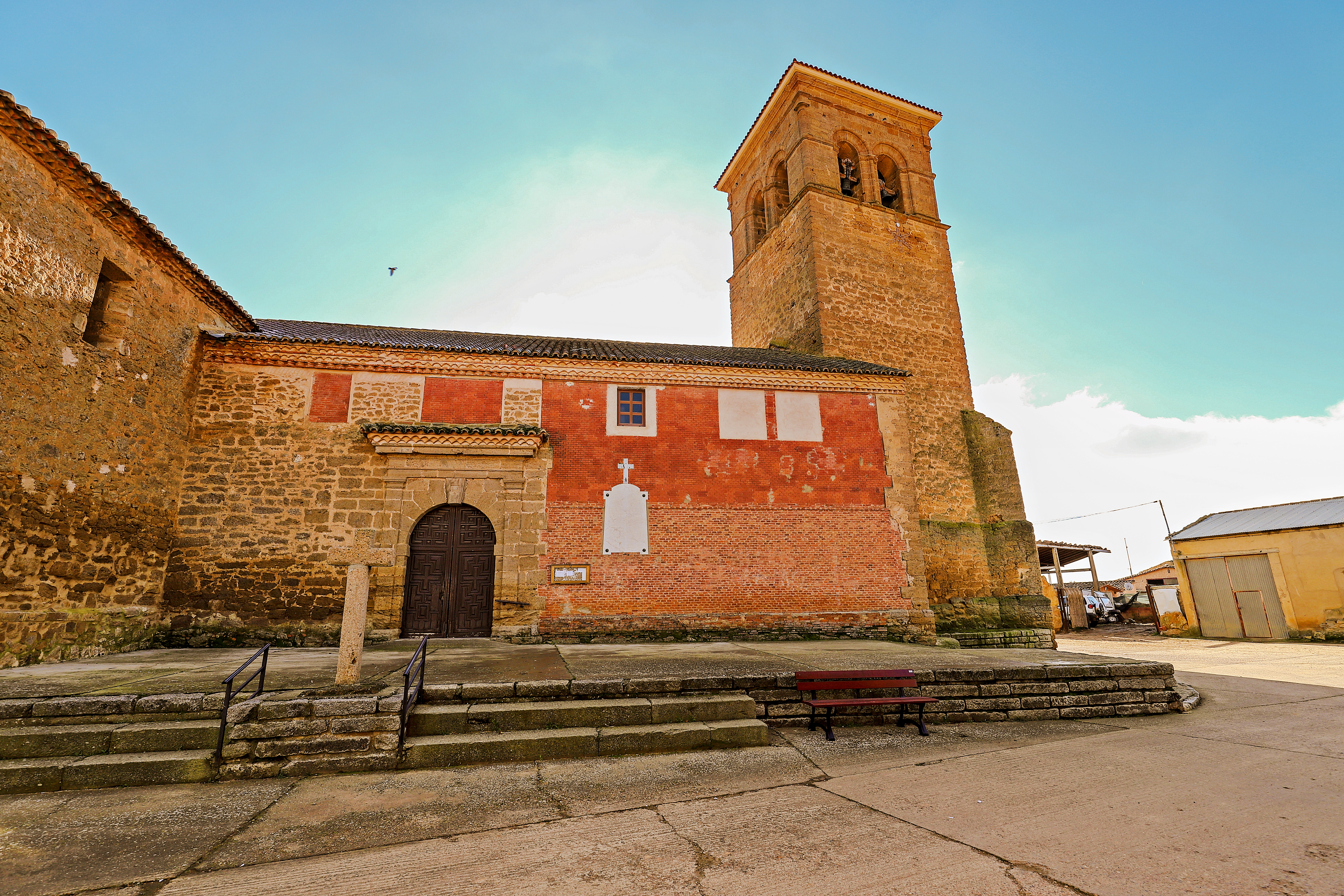
Peterskirche
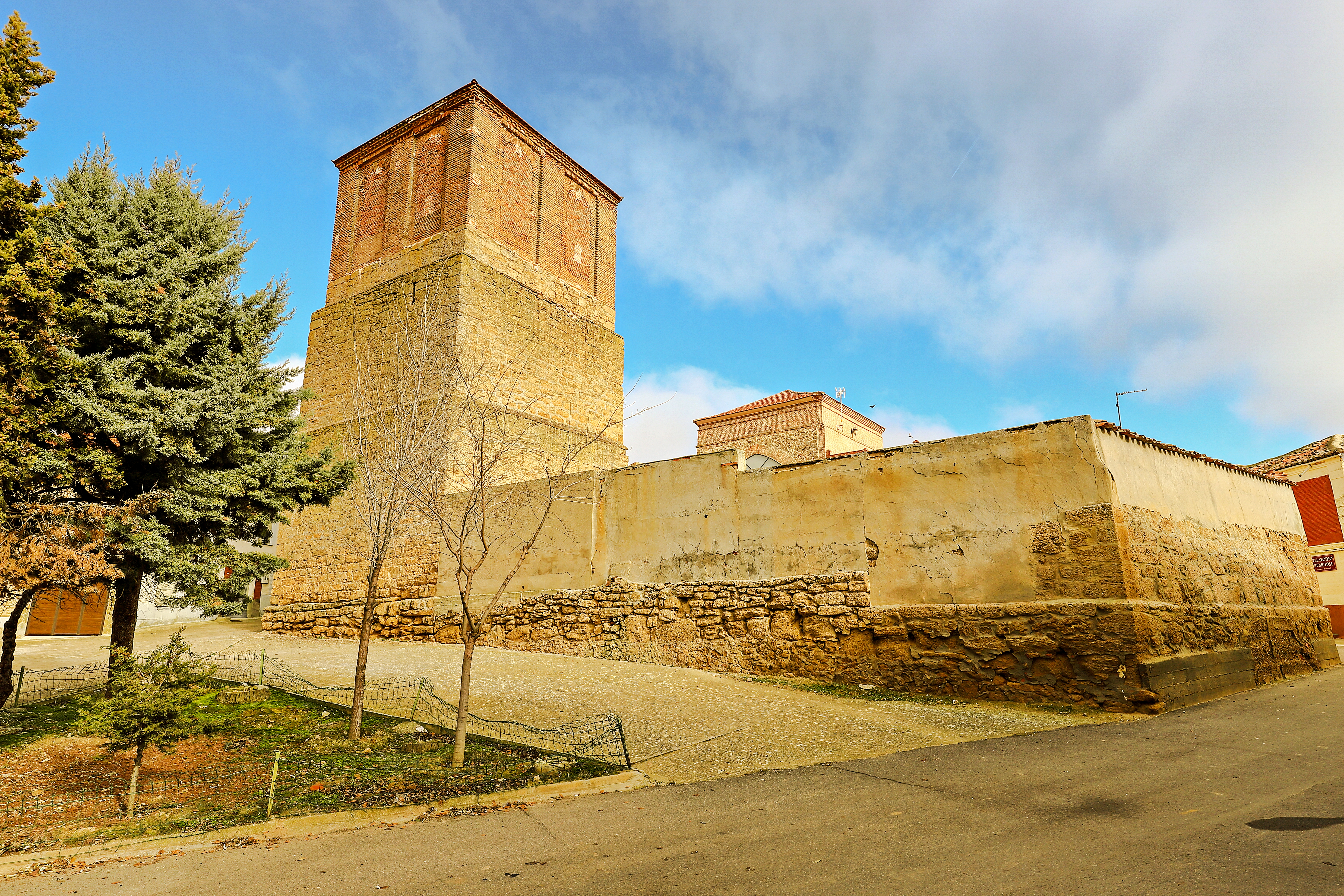
Marienkirche
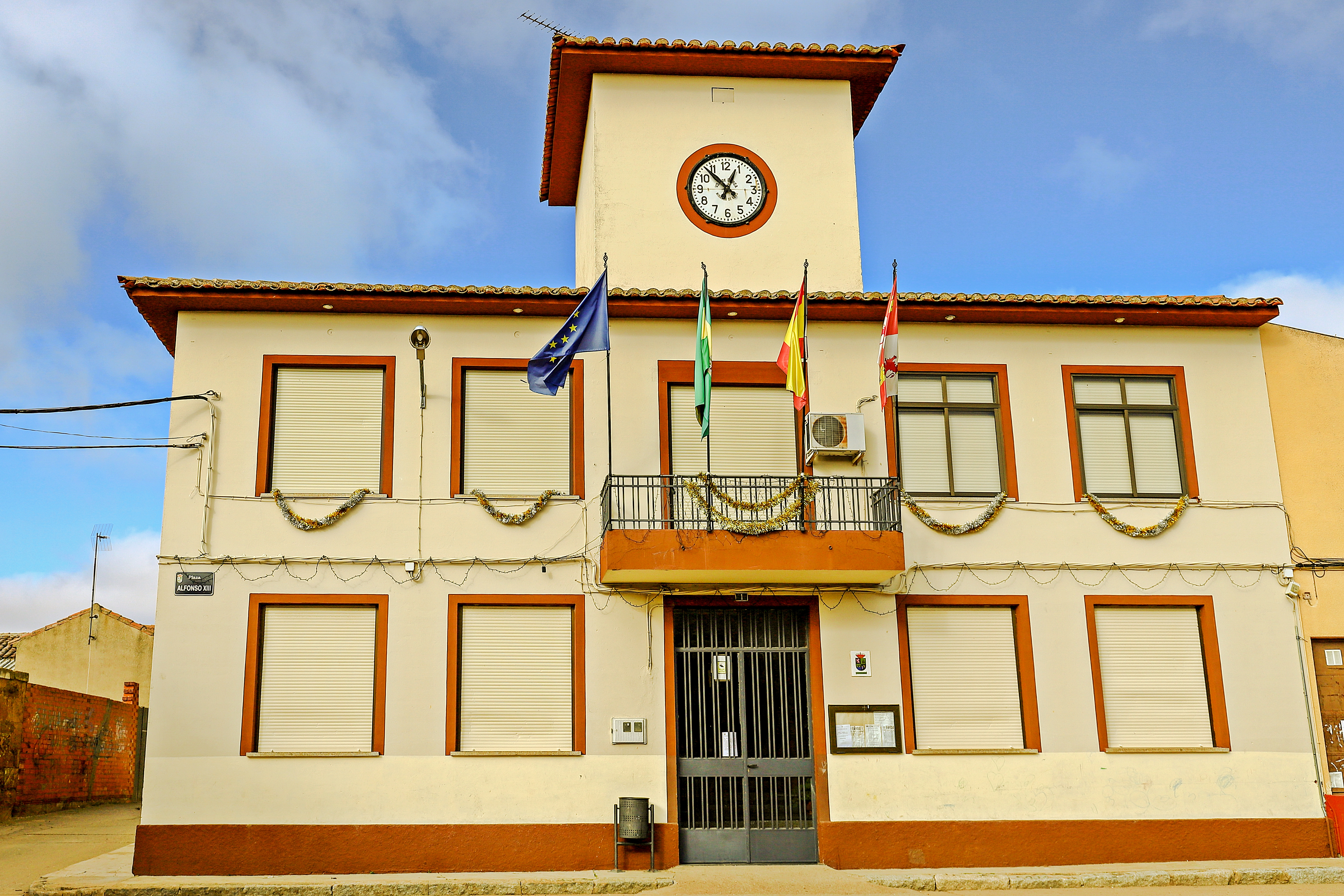
Rathaus

- Peterskirche
- Marienkirche
- Rathaus